# Annona neoulei
Annona neoulei är en kirimojaväxtart som beskrevs av Heimo Rainer.
Annona neoulei ingår i släktet annonor och familjen kirimojaväxter. Inga underarter finns listade i Catalogue of Life.